# Vaktbackar

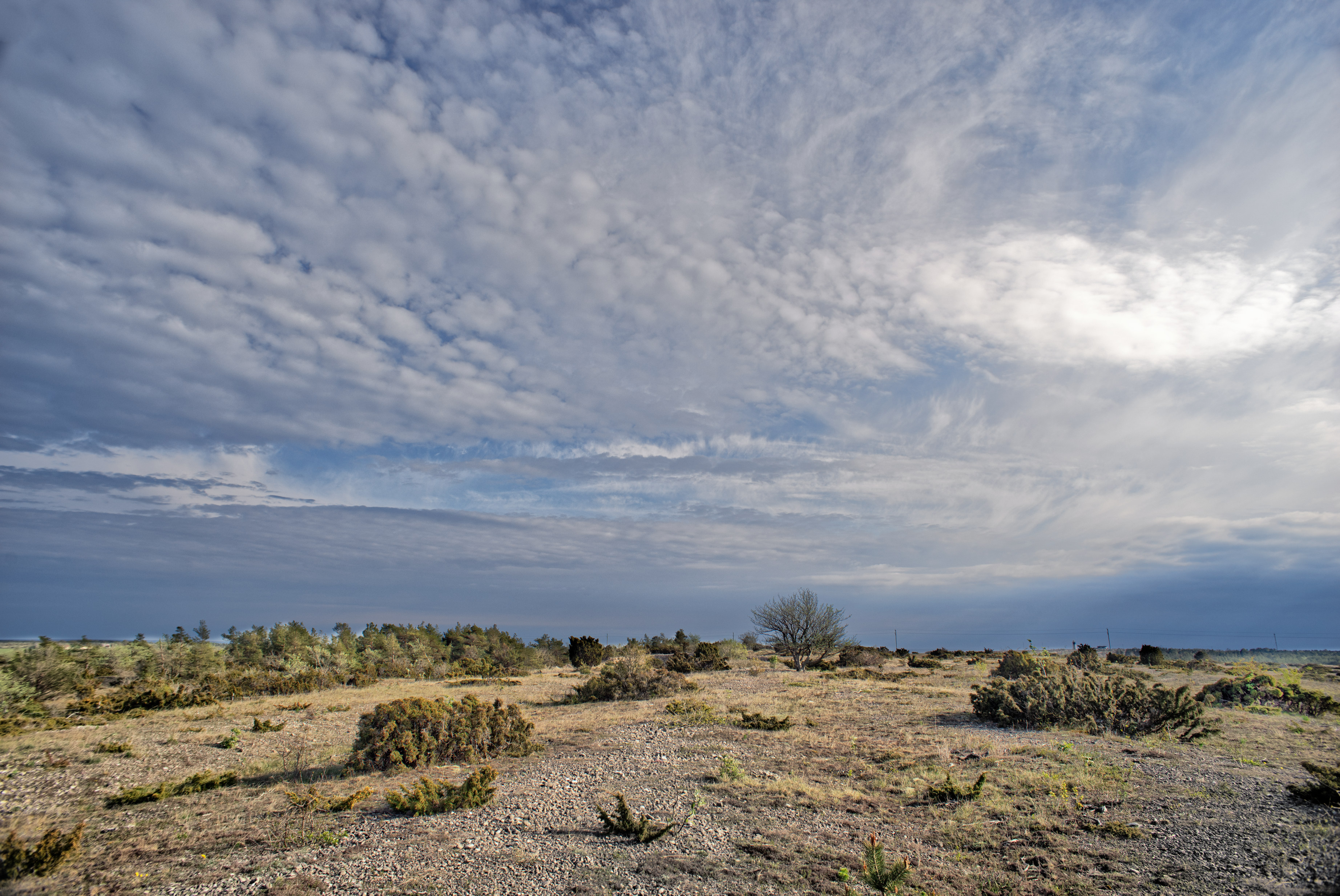

Vaktbackar är ett naturreservat och Natura 2000-område i Sundre socken på södra Gotland.
Naturreservatet består av den sydvästra delen av höjdpartiet Vaktbackar. Det består av alvarmark med alvarglim och gotlandssolvända, kalknarv och dvärgmaskrosor. I de östra delarna förekommer våradonis.
De öppna hällmarkerna täcks oftast av ett tunt lager vittringsgrus. Krönet ligger på 45,3 meters höjd och omges av strandgrusavlagringar som bildades av Baltiska Issjön för 10 300 år sedan.  